# Sculptures de Laongo
Die Sculptures de Laongo sind ein Skulpturenpark im westafrikanischen Staat Burkina Faso.
1989 wurden bei einem ersten, vom burkinischen Bildhauer Siriki Ky initiierten Symposium burkinischer und internationaler Bildhauer Skulpturen aus Granit in der freien Landschaft zwischen Ziniaré und Boudtenga, nahe dem Dorf Laongo (Provinz Oubritenga) und dem heutigen Operndorf Afrika, geschaffen. Alle zwei Jahre folgten weitere Symposien, bei denen der Park erweitert wurde. Befanden sich die Skulpturen zunächst in der freien Natur, wurde das Gelände vor einigen Jahren von einer Mauer umgeben und ist heute gegen Eintritt zu besichtigen. Skulpturen stammen unter anderem von Jean-Luc Bambara, Guy Compaoré und Claude Kabré.

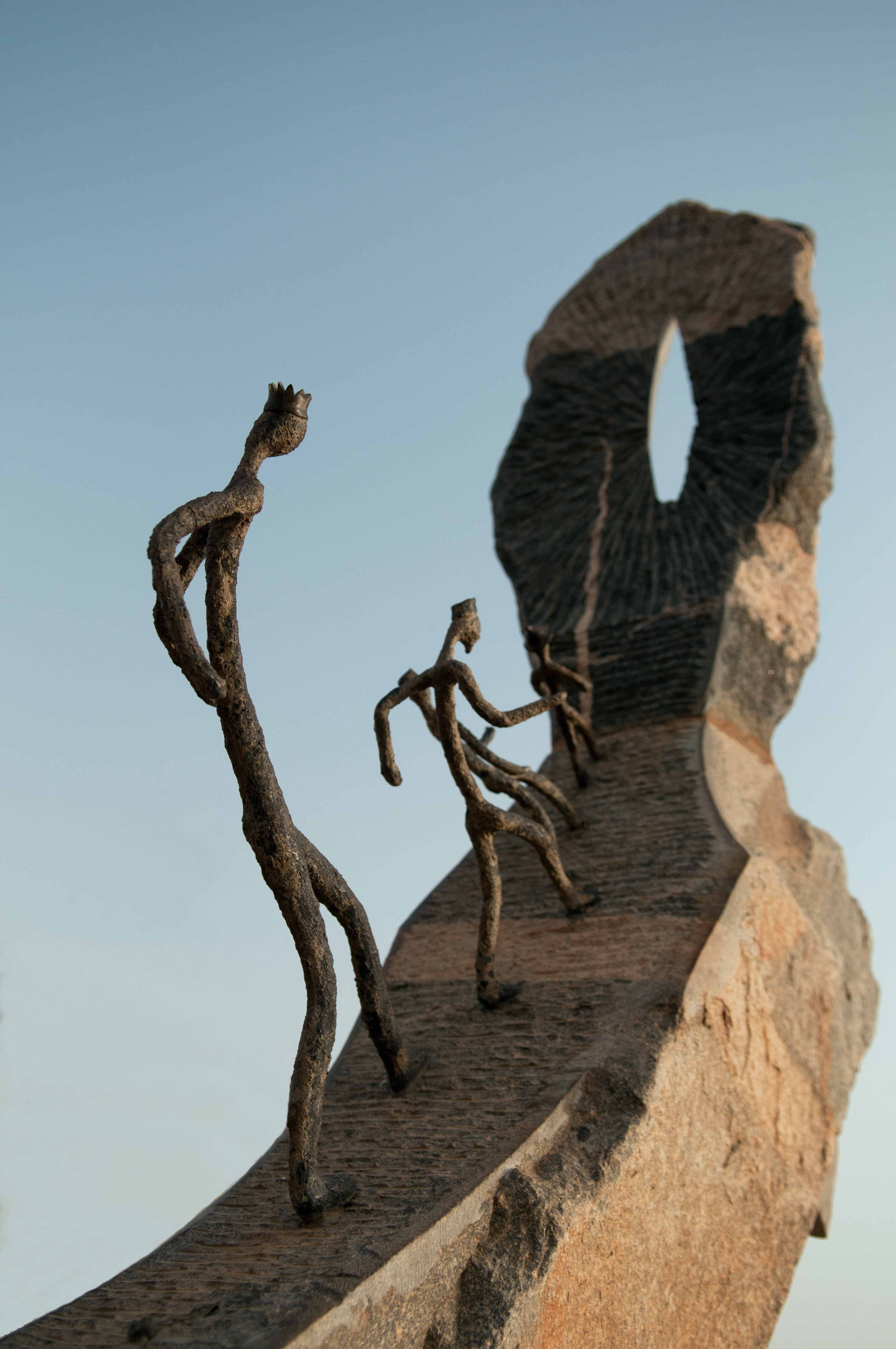
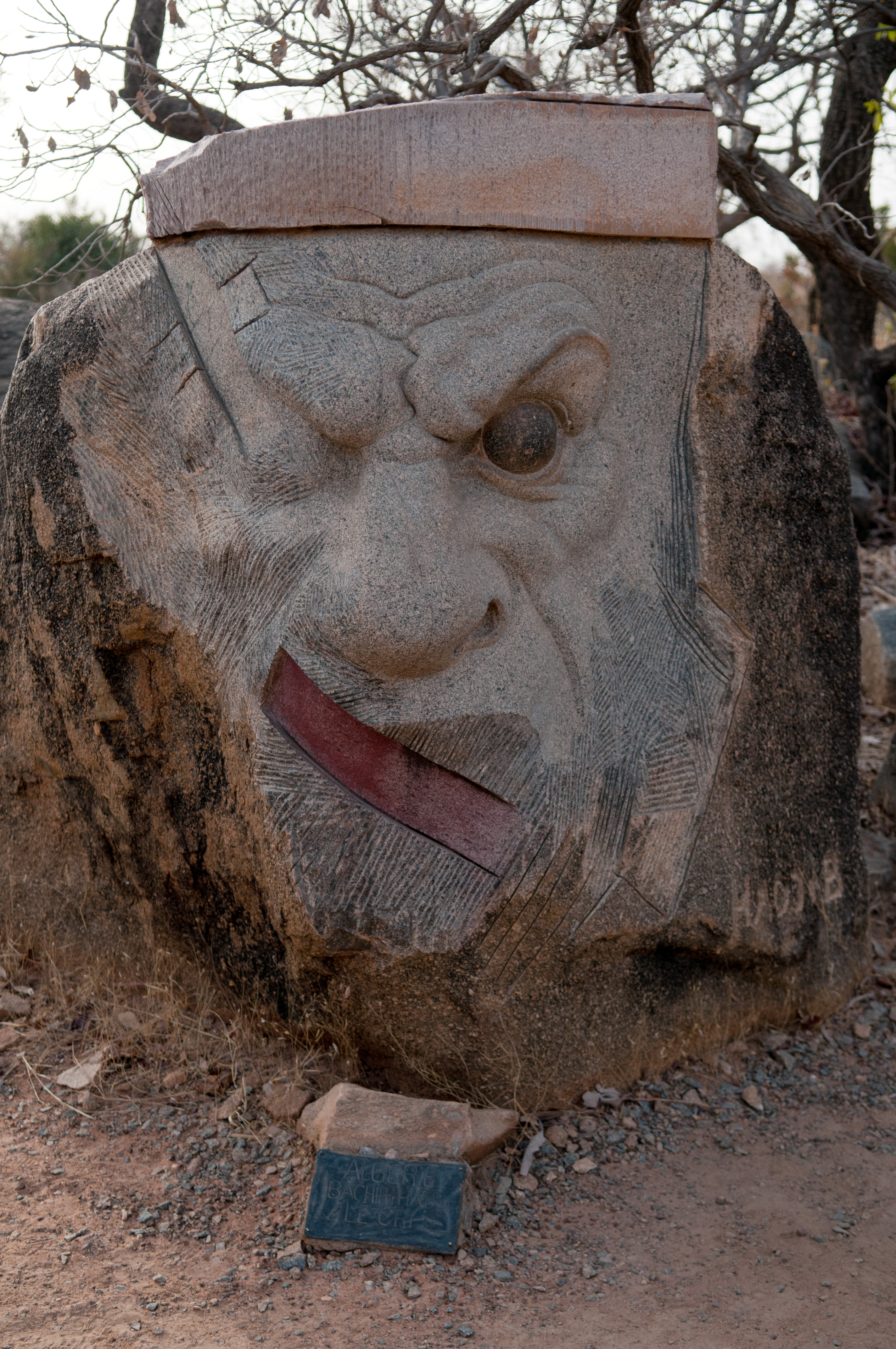